# Mochlosoma sarcinale
Mochlosoma sarcinale là một loài ruồi trong họ Tachinidae.